# Прекрасні створіння (фільм)
«Прекрасні створіння» (англ. Beautiful Creatures) — американська фентезійна мелодрама режисера і сценариста Річарда ЛаҐрейвеніса, що вийшла 2013 року. У головних ролях Олден Еренрайх, Еліс Енглерт, Джеремі Айронс. Стрічка створена на основі однойменного роману Камі Ґарсії і Марґарет Штоль.
Продюсером були Бродерік Джонсон, Ендрю Е. Косів та інші. Вперше фільм продемонстрували 13 лютого 2013 року у Великій Британії та інших країнах. В Україні у кінопрокаті прем'єра фільму відбулася 21 лютого 2013 року.

## Сюжет
У маленьке містечко Ґатлін переїжджає таємнича дівчина Ліна і єдиним, хто її розуміє є Ітан Вейт - мрійник, що хоче виїхати зі свого міста. Дівчина є сиротою і живе зі своїм таємничим дядьком Майконом Рейвенвудом, головою могутнього клану Кастерсів.
Ліна - відлюдниця, друзів у неї немає, дівчата з класу її недолюблюють. Якось під час зливи, коли її машина зламалась, Ітан підвіз її додому. Так почали зав'язуватися їхні стосунки.

## У ролях
| Актор              | Персонаж                                                             |
| ------------------ | -------------------------------------------------------------------- |
| Олден Еренрайх     | Ітан Лоусон Вейт англ. Ethan Lawson Wate                             |
| Еліс Енглерт       | Ліна Дюкейн англ. Lena Duchannes                                     |
| Джеремі Айронс     | Мейкон Рейвенвуд англ. Macon Ravenwood                               |
| Віола Девіс        | Амарі «Амма» Тредо англ. Amarie "Amma" Treadeau                      |
| Еммі Россум        | Рідлі Дюкейн англ. Ridley Duchannes                                  |
| Томас Манн         | Веслі Джефферсон Лінкольн англ. Wesley Jefferson Lincoln             |
| Емма Томпсон       | Мевіс Лінкольн/Сарафін Дюкейн англ. Mavis Lincoln/Sarafine Duchannes |
| Марго Мартіндейл   | Дельфін Дюкейн англ. Delphine Duchannes                              |
| Зої Дойч           | Емілі Ашер англ. Emily Asher                                         |
| Рейчел Броснаген   | Женев'єва Дюкейн англ. Genevieve Duchannes                           |
| Прюїтт Тейлор Вінс | містер Лі англ. Mr. Lee                                              |
| Кайл Галлнер       | Ларкін англ. Larkin                                                  |
| Дж. Д. Евермор     | Мітчелл Вейт англ. Mitchell Wate                                     |

## Сприйняття

### Критика
Фільм отримав змішано-негативні відгуки: Rotten Tomatoes дав оцінку 46% на основі 171 відгуку від критиків (середня оцінка 5,4/10) і 55% від глядачів із середньою оцінкою 3,4/5 (41,028 голосів). Загалом на сайті фільми має негативний рейтинг, фільму зарахований «гнилий помідор» від кінокритиків і «розсипаний попкорн» від глядачів, Internet Movie Database — 6,2/10 (42 792 голоси), Metacritic — 52/100 (40 відгуків критиків) і 6,2/10 від глядачів (100 голосів). Загалом на цьому ресурсі від критиків фільм отримав змішані відгуки, а від глядачів — позитивні.

### Касові збори
Під час показу у США, що розпочався 14 лютого 2013 року, протягом першого тижня фільм показали у 2,950 кінотеатрах і він зібрав 7,582,595 $, що на той час дозволило йому зайняти 6 місце серед усіх прем'єр. Показ фільму протривав 57 днів (8,1 тижня) і завершився 11 квітня 2013 року. За цей час фільм зібрав у прокаті у США 19,452,138  доларів США, а у решті країн 40,600,000 $ (за іншими даними 36,488,533 $), тобто загалом 60,052,138 $ (за іншими даними 55,940,671 $) при бюджеті 60 млн $ (за іншими даними 50 млн $).

### Нагороди і номінації[10]
| Рік  | Нагорода                        | Категорія                        | Номінант                     | Результат |
| ---- | ------------------------------- | -------------------------------- | ---------------------------- | --------- |
| 2013 | Teen Choice Awards              | Вибір фільму: фантастика/фентезі | стрічка                      | Номінація |
| 2013 | Teen Choice Awards              | Вибір фільму: мелодрама          | стрічка                      | Номінація |
| 2013 | Teen Choice Awards              | Вибір актора фільму: мелодрама   | Олден Еренрайх               | Номінація |
| 2013 | Teen Choice Awards              | Вибір актриси фільму: мелодрама  | Еліс Енглерт                 | Номінація |
| 2013 | Teen Choice Awards              | Вибір фільму: прорив             | Еліс Енглерт                 | Номінація |
| 2013 | Teen Choice Awards              | Вибір фільму: Liplock            | Олден Еренрайх, Еліс Енглерт | Номінація |
| 2014 | Товариство кінокритиків Лондона | Британська актриса року          | Емма Томпсон                 | Номінація |

### Виноски
1. 1 2  Beautiful Creatures: Release Info (англ.). Internet Movie Database. Процитовано 28 лютого 2014.
2. 1 2  Прекрасні створіння. Kino-teatr.ua. Процитовано 28 лютого 2014.
3. 1 2  Beautiful Creatures (англ.). Internet Movie Database. Процитовано 28 лютого 2014.
4. 1 2 3 4 5  Beautiful Creatures (англ.). Box Office Mojo. Процитовано 28 лютого 2014.
5. 1 2 3 4 5  Beautiful Creatures (англ.). The Numbers.com. Процитовано 28 лютого 2014.
6. ↑  Beautiful Creatures (англ.). Allmovie. Процитовано 28 лютого 2014.
7. 1 2  Beautiful Creatures: Full Cast & Crew (англ.). Internet Movie Database. Процитовано 28 лютого 2014.
8. ↑  Beautiful Creatures (англ.). Rotten Tomatoes. Процитовано 28 лютого 2014.
9. ↑  Beautiful Creatures (англ.). Metacritic. Процитовано 28 лютого 2014.
10. ↑  Beautiful Creatures: Awards (англ.). Internet Movie Database. Процитовано 28 лютого 2014.